# Hans Brüß
Hans Brüß (* 13. Januar 1912 in Dresden; † 3. Februar 1944) war ein deutscher Funktionär der Hitler-Jugend.

## Leben
Im Alter von 18 Jahren trat er zum 1. Juni 1930 der NSDAP (Mitgliedsnummer 266.694) bei. Bereits im darauffolgenden Jahr wurde er im Juni in Klingenthal Leiter des Grenzlandamtes der Hitler-Jugend an der Grenze zur Tschechoslowakei. Im November 1931 wurde er zur Reichsjugendführung nach Berlin abberufen, um dort die Leitung des Auslandsamtes der Hitler-Jugend zu übernehmen. Ab Januar 1932 war er Führer des Gebietes Ausland der Hitler-Jugend und wurde im Juli 1932 zum Bannführer befördert. Als solcher ging er in seine Heimatstadt Dresden zurück. Im Juni 1939 trat er in die Wehrmacht ein und war ab September im Kriegseinsatz. 1944 fiel er bei Kriegshandlungen.